# Czwartki ubogich
Czwartki ubogich – polski film obyczajowy z 1981 roku w reżyserii Sylwestra Szyszki. Pierwowzorem scenariusza była powieść autorstwa Romana Bratnego pt. Czwartki ubogich. Zdjęcia do filmu powstały w Kętrzynie, Giżycku i Wydminach.

## Opis fabuły
Do Puszczańska, małego mazurskiego miasteczka, przybywa młody chirurg Jerzy. W miasteczku styka się on ze swego rodzaju wrogością mieszkańców i układami. Niespodziewanie zakochuje się w miejscowej kobiecie, Krystynie, z którą pragnie toczyć dalsze życie na przekór wszystkim ludziom.

## Obsada aktorska[2]
- Waldemar Kownacki – doktor Jerzy Nowacki
- Grażyna Dyląg – Krystyna Grochowska
- Marzena Trybała – pielęgniarka Daglezja Zielińska
- Włodzimierz Musiał – zastępca naczelnika
- Marek Bargiełowski – naczelnik Grochowski, mąż Krystyny
- Czesław Jaroszyński – ordynator
- Tomasz Stockinger – Zbyszek, brat Jerzego
- Irena Telesz – sprzątaczka Helena
- Irena Orska – Wanda, gospodyni Jerzego
- Stefan Śródka – Grzyb
- Borys Marynowski – kierownik hotelu
- Włodzimierz Wilkosz – Staszek
- Jerzy Jończyk(inne języki) – kierowca karetki pogotowia
- Jan Gałązka – inwalida, mąż sprzątaczki
- Marian Glinka – trener Kazio
- Ewa Frąckiewicz
- Jan Orsza
- Remigiusz Rogacki